# Glasfabrik Voitsberg

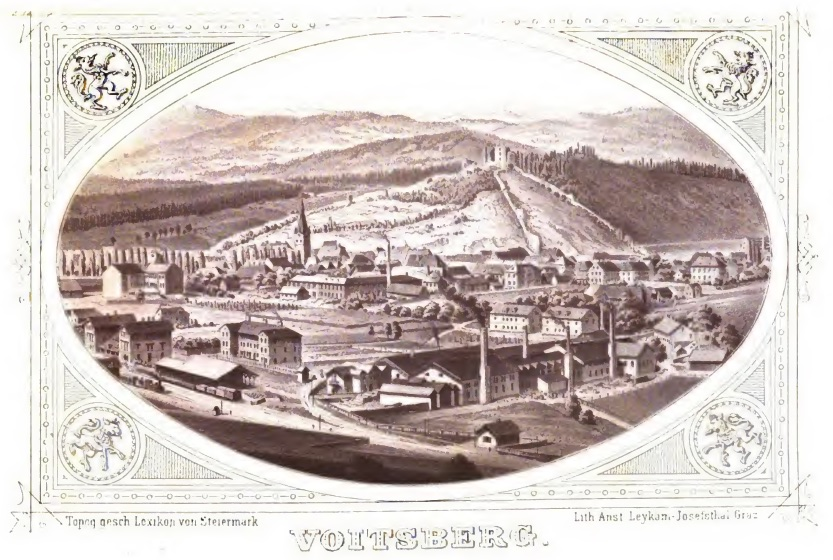
Eine von Carl Reichert um 1850 angefertigte Tonlithografie von Voitsberg. Rechts im Vordergrund sieht man die ehemalige Glasfabrik

Die ehemalige Glasfabrik Voitsberg bestand von 1850 bis 1983. Sie befand sich unweit des Bahnhofes in Voitsberg in der Weststeiermark. Sie blickt auf eine abwechslungsreiche Geschichte mit wirtschaftlichen Auf- und Abschwüngen, Arbeiteraufständen sowie Großbränden zurück und war bis zu ihrer Schließung ein wichtiger Wirtschaftsfaktor in der westlichen Steiermark. Zu ihrer Blütezeit produzierten hier 390 Arbeiter jährlich rund 50.000 Tonnen an Glas.

## Geschichte

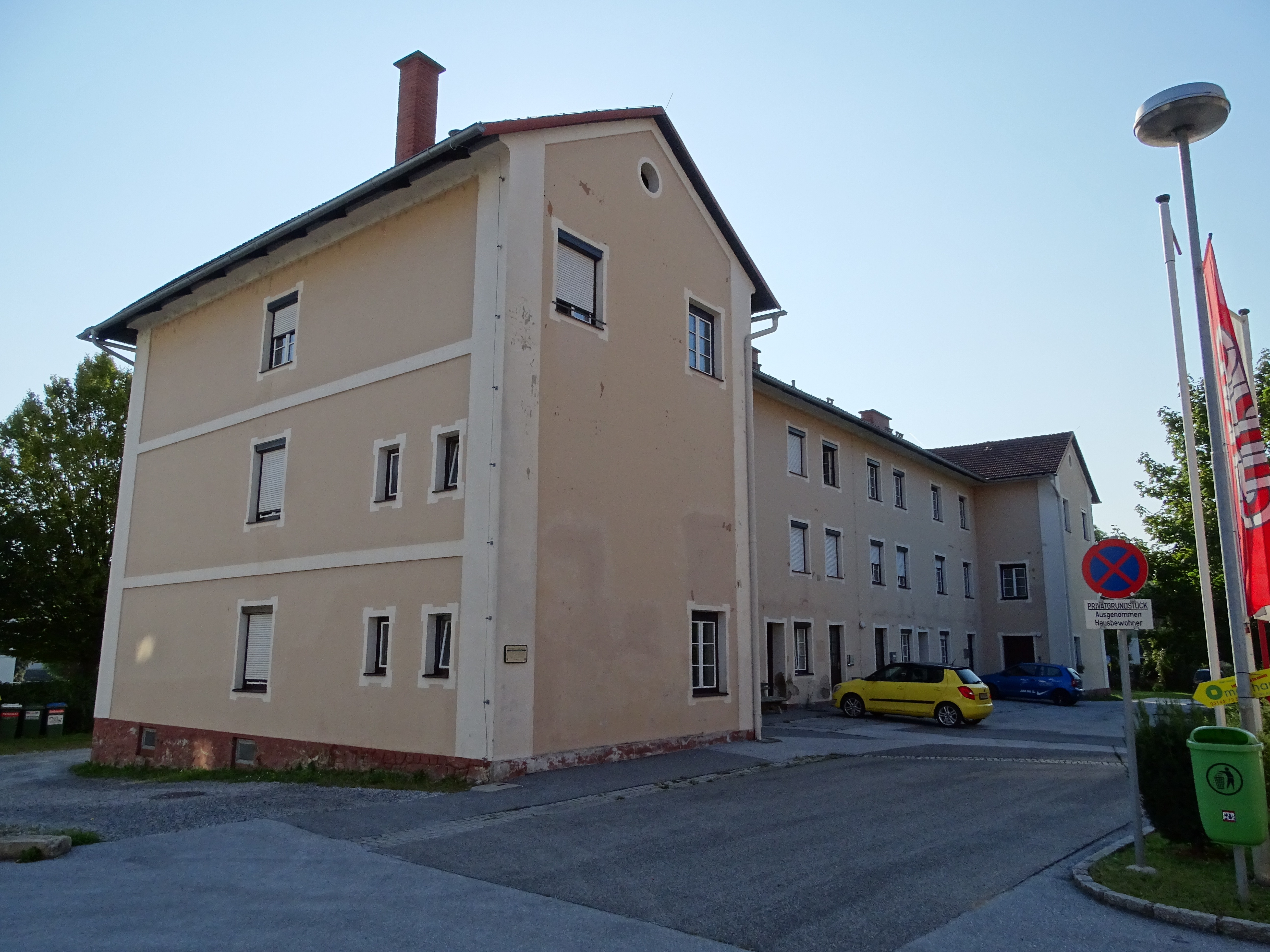
Eines der Wohnhäuser welches sich heute an der Stelle der ehemaligen Glasfabrik befinden. Eine kleine Tafel erinnert an die Glasfabrik

Die Glashütte in Voitsberg wurde 1850 vom Bauunternehmer und Kohlegewerken Carl Pollay auf einem freien Grundstück, unmittelbar neben dem Voitsberger Bahnhof errichtet. Im Jahr 1859 folgte die Eröffnung der Fabrik, in welcher der erste Glasofen in der Steiermark in Betrieb ging, welcher die Gasfeuerung mit Braunkohlegas nach dem Siemens-Regenerativsystem nutzte, also sowohl das Gas als auch die Verbrennungsluft erhitzte. An die 128 Arbeiter waren 1867 in der Fabrik tätig, die vor allem weißes Schleifglas und geblasenes Hohlglas produzierten. Im selben Jahr wurde das Gelände um eine Dampfschleiferei erweitert, um auch die Produktion von Farbglas sowie qualitativ hochwertigem Glas wie Kristallglas zu ermöglichen. Ein zweiter Glasofen folgte im Jahr 1869.
Carl Pollay erwarb 1870 die Glasfabrik in Köflach mitsamt ihrer Kohlengrube und ließ sie zusammen mit der Voitsberger Fabrik als k. k. priv. Glasfabriken des Carl Pollay bei Voitsberg und Köflach ins Handelsregister eintragen. Bereits 1871 erfolgte die Umwandlung in eine Aktiengesellschaft, die Voitsberger-Aktien-Glasfabriks-Gesellschaft. Im selben Jahr wurde ein dritter Glasofen errichtet und 198 Arbeiter produzierten 8640 Zentner Glas, wobei ein Zentner 56 Kilogramm entsprach. 1872 wurde eine eigene Betriebsfeuerwehr gegründet, welche bis zur Schließung des Betriebes im Jahr 1983 bestand und bis dahin als die älteste noch bestehende Betriebsfeuerwehr der Steiermark galt. Im März desselben Jahres kam es laut einem Telegramm der örtlichen Bezirkshauptmannschaft an die Statthalterei in Graz zu Aufständen unter den Arbeitern.
Ein vierter Glasofen folgte 1873, diente aber nur als Reserveofen und es wurden etwa 14500 Zentner Glas von 219 Arbeitern produziert. Die durch den Gründerkrach ausgelöste Krise traf die Aktiengesellschaft der Glasfabrik so schwer, dass bereits eine Liquidation erwogen wurde, welche schließlich jedoch abgewendet werden konnte. Als sich 1876 sowohl die Graz-Köflacher Eisenbahn- und Bergbaugesellschaft als auch die Triester Union-Bank aus der Betreibergesellschaft zurückzogen, wurden zuerst die Kohlegruben und etwas später auch die Glasfabrik selbst verkauft. Als Käufer der Glashütte trat die Firma S. Reich & Comp. unter dem böhmischen Fabrikanten Salomon Reich in Erscheinung.
Unter Reich erlebte die Voitsberger Glasfabrik ihre Blütezeit in der Habsburgermonarchie. Reich war der bedeutendste Unternehmer in der Glasbranche im Habsburgerreich und besaß elf Glashütten und Raffinerien sowie Handelsniederlassungen in Teilen Europas sowie New Yorks. Für ihn bedeutete die Fabrik in Voitsberg eine wesentliche Verkürzung des Transportweges nach Triest, von wo aus er in die Levante exportierte. Nach dem Kauf durch die Firma Reich wurde die Produktion in der Voitsberger Glashütte auf Exportgüter wie Lampenzylinder, vielfarbige Wasserpfeifenbehälter, Perserteller, Becher und Beleuchtungskörper umgestellt. Weiters wurden auch schwierig zu erzeugende Hohlgläser wie etwa chemisch-pharmazeutische Glasgefäße und große Flaschen mit mehreren Öffnungen produziert. Diese Erzeugnisse aus Voitsberg waren aufgrund ihrer Qualität im gesamten Habsburgerreich aber auch im Nahen und Fernen Osten bekannt und gefragt. Durch die Firma S. Reich wurden auch umfangreiche Modernisierungs- und Umbauarbeiten am Fabriksgelände durchgeführt, darunter etwa ab 1881 der Probelauf einer Handpresse, 1884 erfolgte die Vergrößerung der Schleiferei und 1890 der Anschluss durch ein eigenes Schleppgleis an die Voitsberger Industriebahn.
Die Zeitung Arbeiterwille berichtete 1890 das in Voitsberg die Arbeiter nicht wie üblich 10 Stunden, sondern bis zu 17 Stunden in der Fabrik arbeiteten. Im Jahr 1893 folgte ein weiterer Bericht des Arbeiterwille über die schlechte Bezahlung und die vorherrschende Armut unter den damals 150 Fabrikarbeitern. Im Dezember 1894 wurde in Voitsberg eine Ortsgruppe der Gewerkschaft aller Glas-, keramischer und verwandter Arbeiter der österreichischen Alpenländer gegründet, welche aber bereits 1899 schon wieder aufgelöst wurde. Ein Feuer zerstörte 1896 den südlichen Teil der Glasfabrik und ihm darauffolgenden Jahr waren 350 Arbeiter in der Glashütte tätig. Im Jahr 1902 wurde der mittlere Teil des Fabriksgebäudes abgetragen und zusammen mit einem neuen, 40 Meter hohen Kamin sowie zwei Kühlöfen neu errichtet. 1908 wurden die Dampfkessel sowie die maschinelle Einrichtung erneuert, dabei wurde Voitsberg die erste steirische Glashütte die einen Elektromotor einsetzte. Die Glasproduktion bestand 1911 hauptsächlich aus Schleifglas sowie bunten und weißen Hohlgläsern, welche die damals 500 beschäftigten Arbeiter anfertigten. Für die bessere Stromversorgung wurde 1913 an der Kainach eine Francis-Turbine installiert.
Mit dem Ersten Weltkrieg kam es zu einem schweren Schlag für die Glasfabrik in Voitsberg. Die Stammfirma hatte ihren Sitz in Böhmen und befand sich nun im Ausland und zudem brachen auch noch die zuvor aufgebauten, großen Absatzmärkte im Habsburgerreich sowie in Übersee weg. Zwischen dem Dezember 1922 und den Juni 1924 wurde der Betrieb stillgelegt und ihm Anschluss wurden große angelegte Umbauten durchgeführt um das Werk wieder konkurrenzfähig zu machen. Die zuvor genutzten Hafenöfen wurden durch Schmelzwannen ersetzt, welche im Dreischichtbetrieb genutzt werden konnten. Weiters wurden zuerst Halbautomaten und später Flaschenautomaten installiert und die Antriebsmittel von Wasserkraft und Dampfmaschinen komplett auf Elektromotoren umgestellt. Durch diese Investitionen konnten im Jahr 1928 wieder 2250 Tonnen an Flaschen, Konservenglas, Schleifglas, Wirtschaftsglas, Lampenzylindern sowie Pressglas und Hohlglas hergestellt werden. Die Weltwirtschaftskrise ab 1929 zusammen mit den komplizierten Besitzverhältnissen innerhalb der Mutterfirma S. Reich, zu jener Zeit das größte Glasunternehmen der Welt, zusammen mit den staatlichen Ausbau der Glasindustrie weltweit führten zu einem Auftragsmangel und damit einer schwierigen wirtschaftlichen Lage für die Glashütte in Voitsberg. So schrumpfte der Markt für Glas in Österreich bis 1933 um etwa ein Drittel. Durch den Auftragsmangel wurde ab 1933 in Voitsberg nur mehr drei bis vier Monate pro Jahr voll gearbeitet. Weitere fünf bis sechs Monate kam es zu Kurzarbeit und für den Rest des Jahres wurden die Arbeiter gekündigt. Durch die Firmenleitung wurde ein Unterstützungsverein eingerichtet, welche die Arbeiter finanziell unterstützte. Am 12. Februar 1935 traten die Arbeiter in einen Streik der bis zum 15. Februar anhielt und für „bürgerkriegsähnliche Zustände“ sorgte.
Um den Auftragsmangel entgegenzuwirken, wurde 1932 die Glasunion gegründet, welche unter anderem den gemeinsamen Verkauf von zugeteilten Quoten forcierte. Die Firma S. Reich trat dieser Union bei, die finanzielle Situation verschlechterte sich trotzdem immer mehr. So gab es hohe Schulden bei der Mährischen Bank, welche einen banktechnischen Anschluss der Fabrik an die Firma Pressburger Kabel in Wien anstrebte. Es kam schließlich 1935/36 zur Fusion mit der Wiener Futurit Werke AG, welche jedoch nicht glücklich verlief und die Produktion in Voitsberg musste schließlich 1937 vorläufig eingestellt werden. Eine Gruppe aus Belegschaftsvertretern, Politikern und Geschäftsleuten kämpfte gegen die drohende Stilllegung und die Entlassung von 220 Arbeitern, welche im Januar 1939 durch die Zusammenlegung mit der Glashütte Oberdorf bei Bärnbach abgewendet werden konnte. Ob der bis in die 1930er-Jahre im Besitz von Julius Reich befindliche Betrieb arisiert wurde, ist unklar. Unter der neuen Leitung unter der Familie Abel-Körbitz wurde die Glashütte neu gestaltet, modernisiert und automatisiert. Zwischen 1941 und dem Februar 1945 wurden auf Kriegsproduktion nur wenige genormte Artikel wie Konservengläser und Tiegel produziert. Obwohl das Werk nur notdürftig auf die Automatenproduktion umgestellt wurde und die Versorgung mit Ersatzteilen und Maschinen kriegsbedingt schwierig war, konnte es trotzdem mit der Produktion von moderneren Glashütten mithalten. Die Produktion in den Kriegsjahren betrug zwischen 3300 Tonnen und 5680 Tonnen an Glas pro Jahr.
Nach dem Ende des Zweiten Weltkrieges wurden in der Fabrik bis ins Jahr 1948 im Auftrag der britischen Besatzungsmacht dringend benötigte Haushaltsgläser sowie etwa 850 Tonnen Walzglas für die Verglasung von Gebäuden produziert. In der Nachkriegszeit wuchs die wirtschaftliche Bedeutung der Voitsberger Glashütte, welche auch wieder begann ihre Produkte ins Ausland zu exportieren. Ab 1952 wurden ausschließlich vollautomatisch Konservengläser und Flaschen produziert. Im Jahr 1955 produzierten 230 Arbeiter ungefähr 4400 Tonnen Glas. Am 7. Juni 1955 zerstörte ein Großbrand das Glasmagazin sowie die Werkstätten, ein weiterer Großbrand am 8. Dezember 1958 zerstörte den Dachstuhl der Fabrik. Bis zum Jahr 1960 stieg die Jahresproduktion auf rund 7100 Tonnen Glas und die Belegschaft auf 320 Arbeiter an. Um den Anforderungen an moderne Vakuumpack-Gläsern der US-Norm zu genügen, wurden ab 1961 bis 1970 sieben IS-Maschinen angekauft. Bis 1970 stieg die Produktion auf fast 30000 Tonnen Glas an und die Belegschaft wurde auf 420 Arbeiter erweitert.
Im Jahr 1978 fertigten rund 390 Arbeiter etwa 50.000 Tonnen an Glas, die größte Produktionsmenge in der Glashütte Voitsberg. In den folgenden Jahren kam es zum wirtschaftlichen Niedergang der Fabrik, da die gesamte österreichische Glasindustrie mit Billigimporten zu kämpfen hatte, was noch durch eine Infrastrukturschwäche der weststeirischen Industrie verstärkt wurde. Zur Erhöhung der Konkurrenzfähigkeit wurde 1979 ein modernes Gemengehaus sowie 1980 eine Altglasaufbereitung errichtet. Trotz aller Bemühungen gab die Fabriksleitung die Schließung der Voitsberger Glashütte bekannt, welche am 23. Dezember 1983 erfolgte. Eine von ehemaligen Glasmachern angeführte Initiativgruppe zur Wiedereröffnung der Fabrik scheiterte im Juli 1984 am fehlenden Eigenkapital und eines passenden Unternehmers. Im Mai und Juni des Jahres 1986 wurden die Gebäude des ehemaligen Fabriksgelände abgerissen. Heute befinden sich am ehemaligen Standort der Fabrik Wohnhäuser und eine Tafel erinnert an die Glasfabrik.